# Sierra de Esparteros
La Sierra de Esparteros, también conocida como Sierra de Montegil o Sierra de Morón, es un ente geográfico de 585 m de altitud perteneciente a la Sierra Sur de Sevilla y está situado en el término municipal de Morón de la Frontera (Sevilla), del que es uno de sus símbolos más reconocibles, por constituir un hito muy presente en el paisaje de la ciudad. Al ser frontera con la Campiña Sevillana su característico perfil es visible en un radio kilométrico, pudiendo ser atisbada, en días claros, desde ciudades tan alejadas como Sevilla. El nombre de Montejil remonta a Época Romana, y deriva del latín monticellus ('montecillo'), a través de la forma tardía *montecellu adaptada luego al árabe.

## Características
Está formada, principalmente, por terrenos margo-calizos, arenosos y arcillosos con afloramientos de roca caliza del período Jurásico. La base de la sierra se sitúa cerca de la cota 200 m, y la cuerda se eleva por encima de los 400 m, alcanzando su cota máxima de 585 m cerca del borde oriental, cuyo límite es el cauce del río Guadaíra.
Alberga bajo su estructura un importante acuífero de 3,17 km2 con una potencia media de 100 m. Su recarga se produce por infiltración de agua de lluvia, estimándose una recarga de 0,56 hm3/año. Actualmente hay 5 puntos de agua inventariados en la base de datos del IGME entre pozos, sondeos y manantiales.
Está considerada un espacio protegido dentro del Plan Especial de Protección del Medio Físico de la Provincia de Sevilla como Complejo Serrano (CS-20). Morfológicamente constituye un espacio de interés (falla) y un refugio para la flora y la fauna de la comarca, muy condicionada por la explotación agrícola.

## Flora

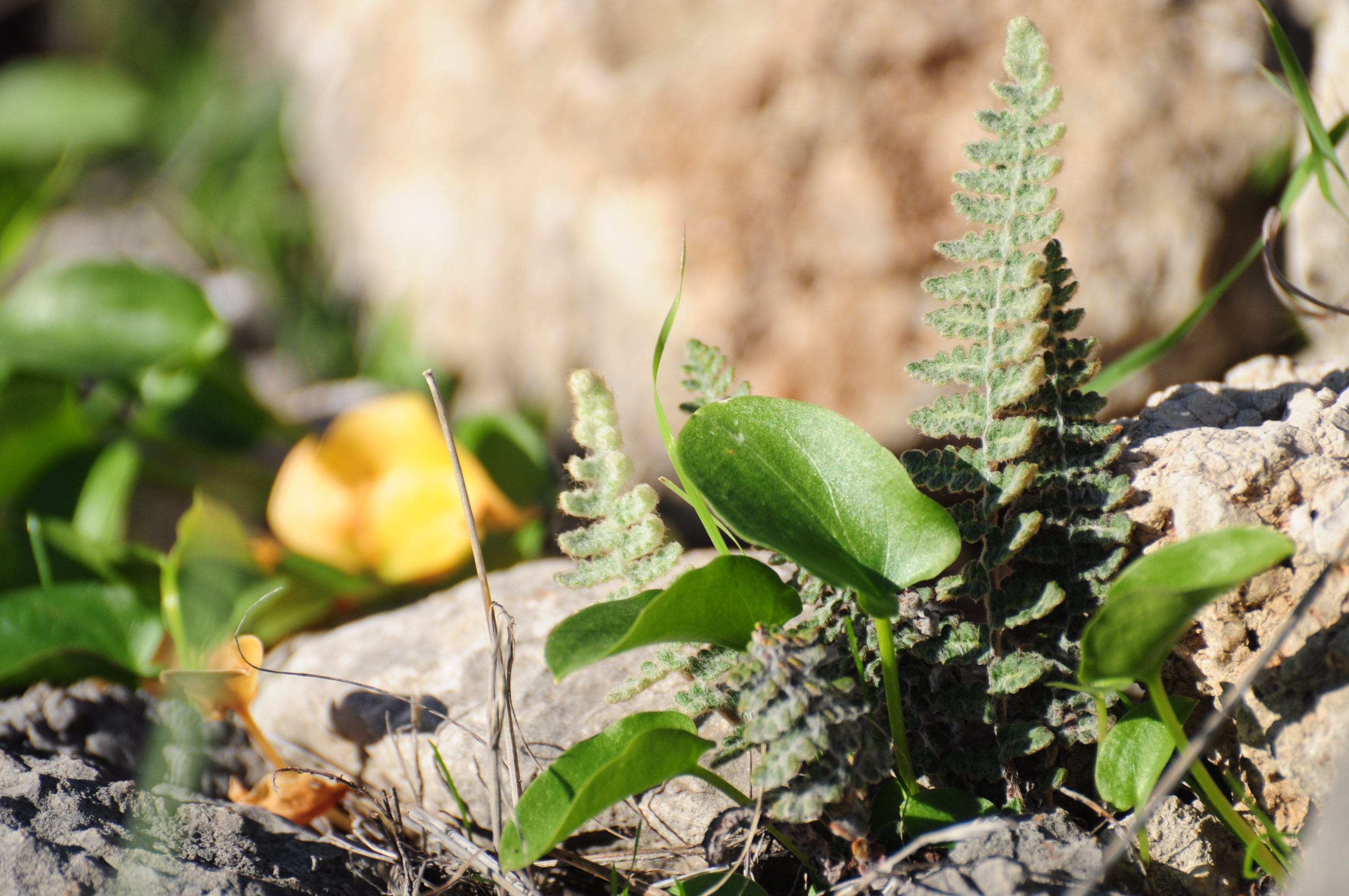
Cosentinia vellea en Sierra de Esparteros

El catálogo de la flora vascular de la Sierra de Esparteros comprende un total de 562 taxones de 560 especies diferentes (8 helechos, una gimnosperma y 553 angiospermas) pertenecientes a 79 familias diferentes (4 de helechos, una de gimnospermas y 74 de angiospermas). En las 4 provincias occidentales de Andalucía se conocen 2332 especies (Valdés & al., 1987), por tanto la flora de Esparteros representa aproximadamente el 23,7 % de la flora regional. Estas cifras son muy elevadas en relación con la superficie de muestreo, que se puede estimar en unos 10 km2.
Es de destacar la presencia de 9 taxones catalogados como amenazados y 16 especies de interés etnobotánico cuya explotación está regulada. Los taxones con mayor riesgo de amenaza con presencia confirmada en la Sierra de Esparteros hasta la fecha y protegidos por la Ley 8/2003, de 28 de octubre, de la flora y la fauna silvestres (BOJA de 12 de noviembre) son:

a. Cosentinia vellea subsp. bivalens, en peligro de extinción.

b. Celtis australis, vulnerable.
Los paredones y afloramientos de roca caliza albergan un tipo de vegetación muy singular, la rupícola, que incluye interesantes endemismos béticos o bético-rifeños de gran valor ecológico y florístico. Parte del hábitat de estas especies ha sido ya destruido para siempre por las canteras, ya que la recolonización de la roca virgen es un proceso muy difícil y lento, que puede durar siglos, o puede no llegar a producirse nunca más, pues tal vez requiera unas condiciones climáticas diferentes de las actuales.
También podemos encontrar la Ceratocapnos heterocarpa. Especie que se encuentra en estado vulnerable y que fue vista por primera vez en la península ibérica en la Sierra de Esparteros por el botánico Pius Font i Quer .

## Fauna

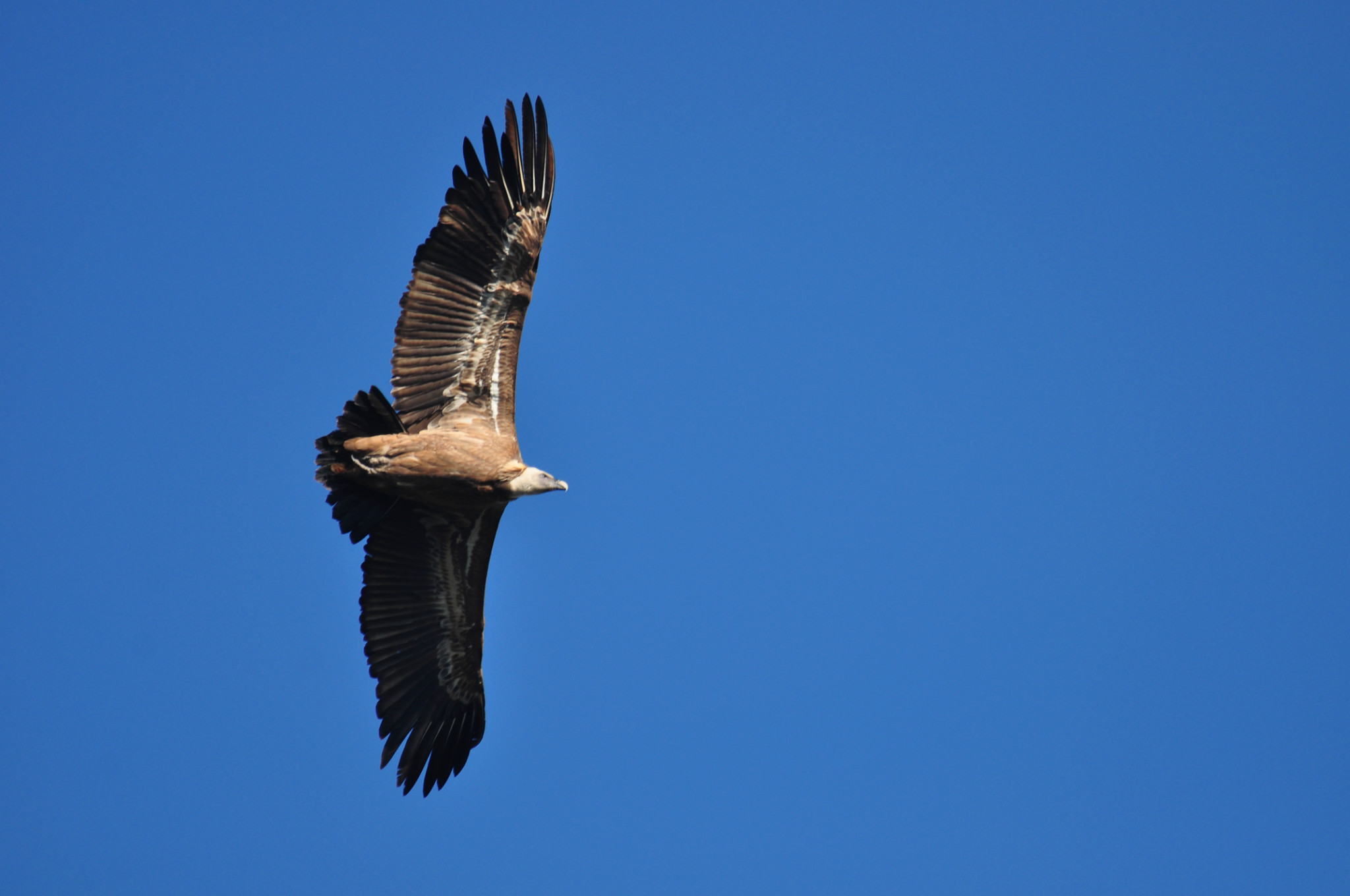
Buitre leonado sobrevolando la cima de la Sierra de Esparteros

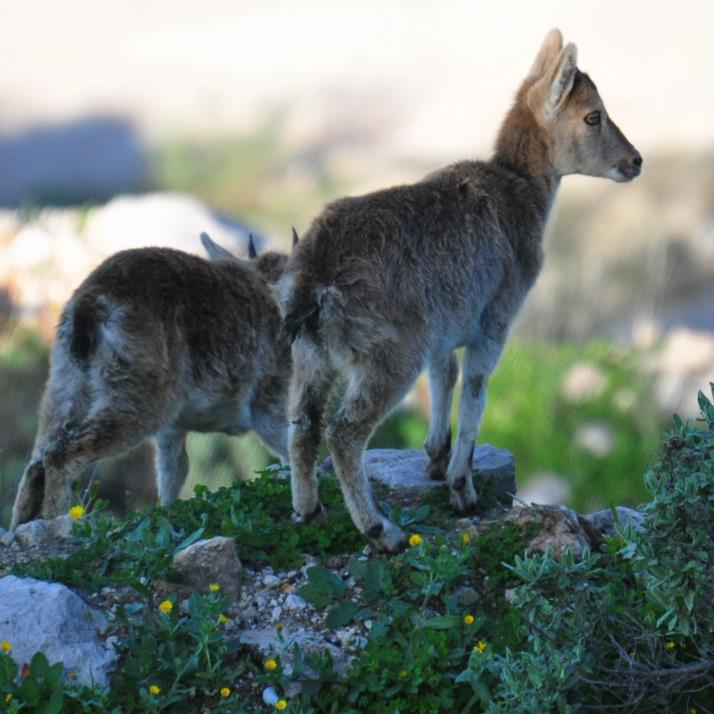
Ejemplares jóvenes de cabra montés en la Sierra de Esparteros, diciembre de 2012.

No existe una catalogación oficial de los mamíferos que pueblan la Sierra de Esparteros, actualmente se realiza un censo de aves, pero se ha constatado la presencia de multitud de especies, algunas de ellas ocasionales:
- Aves
  - Buitre leonado
  - Grajilla
  - Cernícalo vulgar
  - Búho real
  - Milano negro
  - Águila calzada
  - Busardo ratonero o ratonero
  - Alimoche común
  - Águila azor perdicera o Águila perdicera
  - Collalba negra
  - Culebrera europea o Águila culebrera
  - Vencejo real
  - Avión roquero
  - Triguero
  - Cogujada
  - Collalba rubia
  - Roquero solitario
  - Buitrón común
  - Cuco común
  - Curruca capirotada
  - Curruca cabecinegra
  - Carbonero común
  - Alcaudón común
  - Chova piquirroja
  - Verdecillo
  - Verderón europeo o verderón común
  - Pardillo común
  - Lúgano
  - Garcilla bueyera
  - Jilguero común
  - Tarabilla común
  - Lavandera blanca
  - Andarríos chico
  - Chotacabras gris o europeo
  - Mirlo común
  - Tórtola común
  - Aguilucho cenizo
  - Lechuza común
  - Mochuelo común
  - Cárabo común
  - Autillo común
  - Alcaudón Común
- Mamíferos
  - Cabra montés o Íbice ibérico
  - Zorro
  - Lirón careto
  - Comadreja
  - Nutria
  - Jineta
  - Murciélago común
  - Erizo europeo
  - Musaraña
  - Topillo común
- Reptiles, Anfibios y Peces
  - Lagarto Ocelado
  - Lagartija cenicienta
  - Gallipato
  - Eslizón tridáctilo
  - Culebra bastarda
  - Ranita meridional
  - Sapo corredor
  - Culebra de escalera
  - Culebra de herradura
  - Culebra de agua
  - Víbora común
  - Galápago europeo
  - Galápago Leproso

## Necrópolis de la Edad del Cobre
En 1988, fueron descubiertas una serie de estructuras arqueológicas, documentándose la existencia de una necrópolis de la Edad del Cobre con estructuras del tipo denominado "Cuevas Artificiales". Se identificaron al menos 4 cavidades abiertas en la ladera sur de la sierra, a unos 300 m s. n. m. (metros sobre el nivel del mar), pero resultó difícil relacionar o asociar las cavidades entre sí, al quedar incompletas por el corte de la maquinaria de una de las canteras de cal y ser afectadas por la acción de expoliadores.

## Caleras de la Sierra
La pedanía de las Caleras de la Sierra, en el término municipal de Morón de la Frontera (Sevilla), está situada a 198 m s. n. m. (metros sobre el nivel del mar), al pie de la ladera Norte de la Sierra de Esparteros, al borde de la carretera Morón-Montellano. Tiene una población de 101 habitantes según el censo de 2009, 60 hombres y 41 mujeres (fuente Instituto Nacional de Estadística). Está inscrita en el Catálogo General del Patrimonio Histórico Andaluz como Bien de interés cultural, con la tipología de lugar de interés etnológico.
Debe su origen y su nombre a la explotación tradicional de la cal. Se trata de uno de los pocos núcleos caleros activos, pudiéndose distinguir una diversidad de espacios relacionados con cada etapa del proceso, y una tipología arquitectónica característica, tanto en los hornos como en las casas.
El Diccionario geográfico-estadístico-histórico de España y sus posesiones de Ultramar (1845-1850), de Pascual Madoz destaca la calidad de la cal de Morón al referirse a la sierra de Esparteros (entonces conocida como Montejil):
«La llamada sierra de Montejil ó de Morón, dist. como 3/4 leguas del pueblo, cuya circunstancia deshace el error que han cometido la mayor parte de los geógrafos, situando esta v. al pie de ella, es un gran peñasco que se eleva al S. en el camino de Cádiz, como de 700 á 800 varas de altura, de 4/2 leguas de largo, de figura oblonga en dirección de E. á SO. y con 2,800 fan. de tierra. Es una gran masa de verdadera piedra de cal sin que haya en su superficie ninguna otra especie de mineral, escepto algunos moldes y petrificaciones do ciertos vivientes marítimos: de ella se estrae la mejor cal que hay sin duda en toda España.»
El Comité de Patrimonio Inmaterial de la Unesco decidió declarar la cal de Morón Patrimonio cultural inmaterial de la Humanidad, en la reunión celebrada en Bali (Indonesia).
Las caleras de la sierra cuentan con un Museo de la Cal de Morón, con centro de interpretación y sala de proyecciones, en el que se puede conocer el proceso de elaboración de la cal y su influencia en la cultura andaluza.

## Romería de Nuestra Señora de Gracia

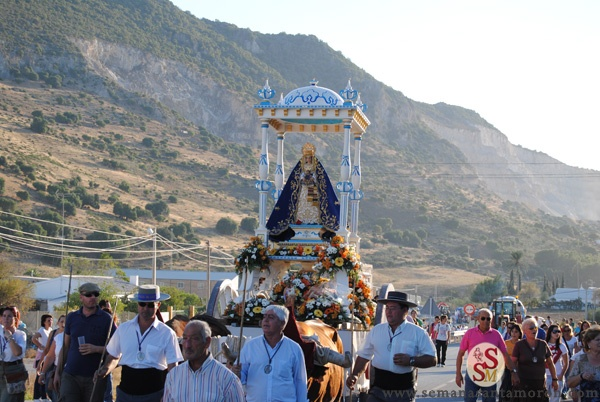
Virgen de Gracia tras su salida de la Ermita de Guadaíra (Sierra de Esparteros) en dirección a Morón de la Frontera

La Hermandad ha rendido culto a la Virgen de Gracia desde principios del siglo XVII en la primitiva Ermita de Guadaíra situada en el lecho del río del que toma su nombre.
En el siglo XX, se construye una nueva ermita en otra ubicación situada en las faldas de la Sierra de Esparteros. Tras permanecer más de dos décadas inactiva, se retoma en 1987 con un gran auge popular.
En la actualidad, la Virgen de Gracia regresa a la Parroquia de la Victoria a finales de junio y vuelve a su ermita en romería la segunda semana de octubre. Un cortejo de peregrinos y carretas acompaña a la virgen en el trayecto, de unos 4 kilómetros, desde la iglesia de la Victoria de Morón de la Frontera hasta la pequeña ermita de la Sierra de Esparteros.

## Finca Espartero
La huerta y la casa-huerta de Espartero se emplazaron en la ribera izquierda del río Espartero (río Guadaíra) a mediados del siglo XVI. Adquiere renombre internacional a partir de la instalación en 1966 del Centro Flamenco de Espartero, impulsado por el escritor y flamencólogo Donn E. Pohren (1929-2007).
Pohren quedó fascinado por el toque de Diego Amaya Flores, Diego del Gastor (Arriate, 1908-Morón de la Frontera, 1973). Su admiración le lleva incluso a montar en la misma finca una casa de huéspedes que, además de alojamiento y clases de guitarra, ofrecía la oportunidad de aproximarse a una manera flamenca de vivir. A “El Espartero” empezaron a llegar muchos jóvenes, aficionados al flamenco y creadores, provenientes de todo el mundo, principalmente de Estados Unidos, hasta convertir esta esquina de la Sierra de Esparteros en una de las mecas imprescindibles del flamenco de los 60, siendo objeto de un extenso reportaje en The New York Times en 1972.
Por la Finca Espartero pasaron artistas como Diego del Gastor, Joselero de Morón, Juan Talega, Fernanda de Utrera y su hermana Bernarda de Utrera, Fernandillo, el Niño Rosa, Anzonini, Manolito de María, Perrate de Utrera, Antonio Mairena, etc. El contacto con estos grandes artistas en la mítica finca, junto a la publicación de los libros de Pohren The Art of Flamenco (1962) y Lives and Legends of Flamenco (1964), ambos traducidos a varios idiomas, tuvieron una influencia decisiva en la afición por el flamenco en países como Estados Unidos, Nueva Zelanda o Japón.
Gracias a los aficionados y creadores norteamericanos que visitaron la Finca Espartero conocemos grabaciones de audio, fotografías y películas de muchos de los artistas flamencos más importantes del siglo XX. De entre los creadores que han contribuido a documentar esta época dorada del flamenco podemos destacar a los escritores Donn E. Pohren, Kenneth Parker, Brook Zern, Robin Broadbank o Lorin Piper; a los fotógrafos Steve Kahn, William Davidson, George Krause, David George, Ira Gavrin, Mark Johnson, Jane Grossenbacher, Ruth Frazier, Charles Mullen y María Silver; o al cineasta Danny Seymour.
La Finca Espartero y sus artistas serán también decisivos en la formación de Kiko Veneno, un compositor y cantante que revolucionará el flamenco junto a los hermanos Amador y a Camarón de la Isla en los años 1970 y 1980. En efecto, Kiko Veneno redescubre el flamenco gracias a Agustín Ríos Montoya, un sobrino y discípulo de Diego del Gastor al que conoce en San Francisco. En 1973, viaja a Morón de la Frontera para asistir a las célebres juergas flamencas sobre las que había oído hablar en Estados Unidos, aunque no llegó a conocer a Diego del Gastor, que falleció en julio de ese mismo año.
La muerte de Diego del Gastor significó también el final de la finca, que será abandonada y entrará en un proceso de ruina y desmantelamiento, hasta su reconstrucción a principios del siglo XXI.

## Escuela de paisajes de Alcalá de Guadaíra

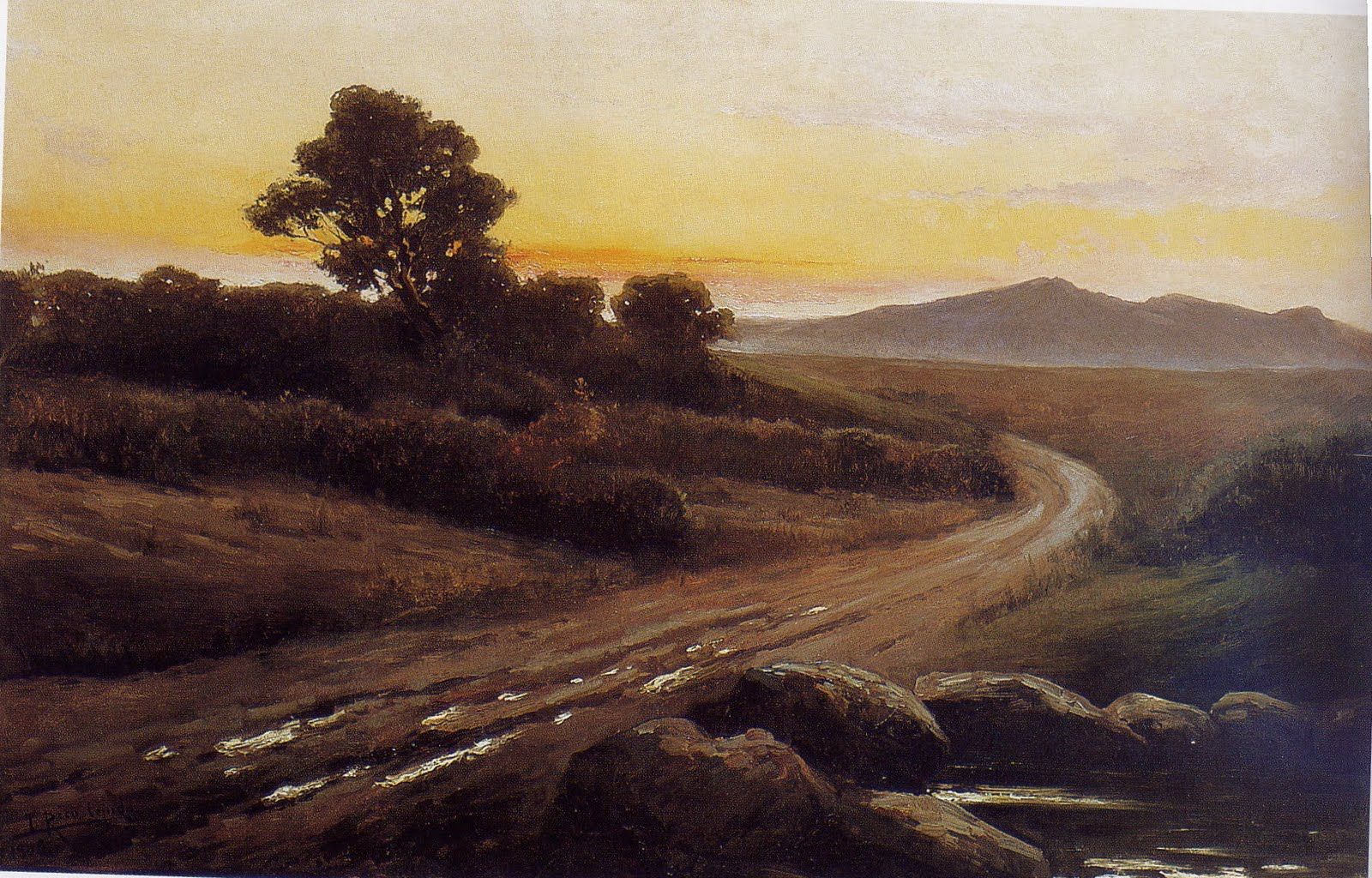
Pinares al atardecer, José Rico Cejudo, 1909.

La Sierra de Esparteros y su entorno constituyó uno de los temas más representados por los pintores de la Escuela de Alcalá de Guadaíra, un grupo inicialmente convocado por Manuel Ussel de Guimbarda que, a partir de 1890 y en torno a la figura de Emilio Sánchez Perrier, se reunieron y pintaron con espíritu plenairista en las riberas del río Guadaíra.

## Patrimonio cultural de tradición oral
Abundan las referencias a la Sierra de Esparteros en la tradición oral, a través de coplas, dichos populares y refranes:
```
     Cuando Montegil se pone la capilla, 
     deja los bueyes y vete a la villa
```

Este antiguo proverbio, originado en Morón de la Frontera y recogido en el Vocabulario de refranes y frases proverbiales de Gonzalo Correas (1627), presenta a las nubes metafóricamente como una capa que se pone la Sierra de Montegil (nombre con el que se conocía a la Sierra de Esparteros desde el siglo XV), y que anuncia la proximidad de una tormenta. El refrán advierte a los agricultores para que dejen sus tareas en el campo y se refugien en la villa, es decir, en el pueblo. Se relaciona con otros refranes similares:
```
     Cuando la sierra está tocada,
     en la mano viene el agua
```

En este otro refrán también se hace referencia a la sierra cubierta o tocada de nubes, pero además, con el verbo exhortativo "agárrate", que en el habla de Morón de la Frontera es equivalente a "prepárate" o "ten cuidado" parece advertir de la necesidad de abrigarse, o, como señala Manuel Fernández Gamero, de la necesidad de que los "pobres" los "pocaropa" busquen un refugio:
```
     Cuando la sierra se topa,
     agárrate, poca ropa
```

## Circuito Guadaíra
A lo largo de la década de los años 80, el circuito Guadaíra de Morón fue escenario de las pruebas más destacadas de panorama motociclista nacional e internacional. Los hitos más importantes fueron los Campeonatos del Mundo de Sidecarcross (1987), y de motocross en 125 c.c. (1988,1989 y 1990). Además, el Real Moto Club Morón organizó pruebas del Campeonato de España en las especialidades de trial, enduro, resistencia y motocross.
Esta trayectoria de éxito se truncó el 3 de agosto de 1990, cuando la 
Federación Internacional de Motociclismo se vio obligada a suspender la última prueba del mundial en Morón debido a la polvareda existente en el circuito por un mal riego del mismo.
Hasta 2006 no se volvería a realizar una prueba profesional en este circuito, con la celebración del primer Internacional Ciudad de Morón, competición que se prolongará cuatro ediciones, hasta 2009.
Tras de inactividad y abandono, el 21 de mayo de 2013 se celebró en este circuito la tercera prueba puntuable del Campeonato de Andalucía de Motocross, cita a la que asistieron más de 3000 espectadores.

## Canteras, problemática y protestas

Vista aérea de la Sierra de Esparteros donde se puede apreciar el impacto de las canteras

En la Sierra de Esparteros existen tres grandes canteras de piedra caliza. La primera de ellas fue abierta para las obras de la Base Aérea de Morón y lleva más de 40 años cerrada, las otras dos esperan la decisión de las autoridades competentes para conseguir una nueva licencia de explotación. Este proceso se encuentra en periodo de alegaciones.
El partido político del Psoe ha cometido varios delitos de odio contra la sociedad, amenazando a varios políticos incluso con la muerte, aparte se ha llegado a fomentar el odio contra estos políticos y la gente que defiende este monumento natural.
Organizaciones como Gaia-Ecologistas en Acción y la Plataforma Ciudadana Sierra de Morón denuncian el impacto negativo de la explotación de las grandes canteras de cal, por afectar gravemente al paisaje y a las especies protegidas de flora y fauna que alberga la Sierra de Esparteros. Durante años, se han sucedido las manifestaciones, los actos de protesta y las denuncias ante las autoridades competentes.
El Defensor del Pueblo Andaluz realizó una visita en 2008, para comprobar la importancia del impacto paisajístico de la cantera y advirtió, en su resolución de 2009, del incumplimiento que esto supone respecto al Convenio Europeo del Paisaje, vigente en España desde el 1 de marzo de 2008.
En una nueva resolución de 12 de julio de 2013 el Defensor del Pueblo Andaluz considera "extraordinariamente preocupante" que la Junta de Andalucía no haya tenido en cuenta un informe de la Delegación Provincial de la Consejería de Medio Ambiente de Sevilla, de 16 de febrero de 2007, que advertía de la detección de flora en peligro de extinción en la zona y de "la muy importante afectación visual", y dice desconocer “los motivos por los que esta explotación minera ha venido desarrollando su actividad sin que se adopten las medidas protectoras que la propia Administración tuteladora del medio ambiente ha considerado necesario adoptar”.
Actualmente existe un proceso judicial contra la empresa explotadora (SIDEMOSA) por la presunta ejecución de un falso plan de restauración, proceso que tiene como imputados a dos ex delegados provinciales de la Junta de Andalucía, al Jefe del Servicio de Minas de Sevilla, José Antonio Vega González y el exjefe del Departamento de Minas, Juan Manuel Revilla Delgado, por supuestos delitos de prevaricación y dejación de funciones, en relación con la omisión de actuaciones que hubieran servido para impedir los daños irreversibles en la flora y fauna de importancia comunitaria y en el paisaje de la Sierra de Esparteros.
La Sierra de Esparteros y sus canteras a cielo abierto son visibles desde pueblos tan lejanos como Camas, por lo que hay asociaciones de distintos pueblos y ciudades de la provincia que reclaman el cese de las explotaciones mineras que tienen un fuerte impacto en el paisaje. En una moción aprobada en julio de 2013 por el Ayuntamiento de Carmona se declara "que la Sierra de Esparteros es un referente paisajístico de incalculable valor y una seña de identidad que es patrimonio de todos los habitantes de la campiña sevillana", por lo que se insta a las administraciones competentes a protegerla y a que no se aprueben nuevas explotaciones mineras.